# Roger Bisseron
Roger Bisseron, né le 27 août 1905 à Hallignicourt (Haute-Marne) et mort le 28 juin 1992 à Évreux, est un coureur cycliste français. 

## Biographie
Il gagne Paris-Dreux en 1925. 
Il entre au vélo club de Levallois en 1927 et s'entraine au « presbytère » des Loges-en-Josas, le camp d'entrainement crée par Paul Ruinart. 
A la fin de la saison 1927, Charles Wambst, son frère Auguste et Roger Bisseron forme le projet de battre en triplette le record de l'heure établi par Chocque père et fils et René Comboudoux  avec 48 km. 305.  Ils battent le record des 10 kilomètres, mais des incidents les contraignent à l'abandon. Ils décident d'aller faire une tentative au vélodrome Jean Bouin, à Marseille, sans succès. Il court quelques américaines avec Charles Wambst.  
Il est champion de France sur route en 1930, vainqueur de Paris-Caen en 1931 et du Circuit de l'Indre en 1935. Il prend le départ du Tour de France 1933.

## Palmarès
- 1925
  - Paris-Dreux
- 1928
  - 2e de Paris-Châteauroux
  - 2e de Paris-Contres
  - 2e de Paris-Blois
  - 3e de Paris-Reims
- 1930
  -  Champion de France sur route
  - 3e du GP du Marthonnais
  - 3e de Marseille-Lyon
- 1931
  - Paris-Caen
- 1932
  - 2e de Paris-Angers
- 1935
  - Circuit de l'Indre

## Résultats sur le Tour de France
1 participation
- 1933 : éliminé (2e étape)